# Anja Klinar
Anja Klinar (Jesenice, 3 aprile 1988) è una nuotatrice slovena.
Specializzata nei misti e nello stile libero, ha partecipato a quattro edizioni dei Olimpiade, da Atene 2004 a Rio 2016 senza però riuscire mai a qualificarsi per una finale.

## Palmarès
| Anno | Manifestazione          | Sede      | Evento         | Risultato | Prestazione | Note              |
| ---- | ----------------------- | --------- | -------------- | --------- | ----------- | ----------------- |
| 2003 | Europei giovanili       | Glasgow   | 200 m misti    | Oro       | 2'15"83     |                   |
| 2003 | Europei giovanili       | Glasgow   | 400 m misti    | Oro       | 4'42"67     |                   |
| 2004 | Europei giovanili       | Lisbona   | 200 m misti    | Oro       | 2'16"10     |                   |
| 2004 | Europei giovanili       | Lisbona   | 400 m misti    | Argento   | 4'42"02     |                   |
| 2004 | Europei                 | Madrid    | 400 m misti    | Bronzo    | 4'46"05     |                   |
| 2005 | Giochi del Mediterraneo | Almería   | 200 m misti    | Oro       | 2'16"04     | Record dei Giochi |
| 2005 | Giochi del Mediterraneo | Almería   | 400 m misti    | Argento   | 4'44"00     |                   |
| 2009 | Giochi del Mediterraneo | Pescara   | 400 m misti    | Oro       | 4'39"48     | Record dei Giochi |
| 2009 | Giochi del Mediterraneo | Pescara   | 200 m misti    | Bronzo    | 2'14"24     |                   |
| 2010 | Europei in vasca corta  | Eindhoven | 400 m misti    | Argento   | 4'30"83     |                   |
| 2012 | Europei                 | Debrecen  | 4 × 200 m sl   | Bronzo    | 7'59"73     |                   |
| 2013 | Giochi del Mediterraneo | Mersin    | 200 m misti    | Oro       | 2'14"40     |                   |
| 2013 | Giochi del Mediterraneo | Mersin    | 400 m misti    | Oro       | 4'40"49     |                   |
| 2013 | Giochi del Mediterraneo | Mersin    | 400 m sl       | Argento   | 4'11"61     |                   |
| 2013 | Giochi del Mediterraneo | Mersin    | 200 m farfalla | Argento   | 2'10"79     |                   |
| 2013 | Giochi del Mediterraneo | Mersin    | 4 × 200 m sl   | Bronzo    | 8'16"34     |                   |